# 음높이

음높이(소리의 높이) 또는 피치(pitch)는 음의 높낮이를 가리키는 음악용어다. 보통 A4, B3과 같은 표기법을 사용하거나 Hz로 표기한다. 악보에서는 음높이를 줄과 칸으로 표현한다. 음의 진동수가 클수록 음높이는 높아지며, 진동수가 2배가 되면 한 옥타브 높은 음이 된다.

## 개요
같은 세기로 피아노의 왼쪽 건반과 오른쪽 건반을 두드렸을 경우, 둘의 소리 감각은 다르다. 이 차이를 소리의 높이로 나타낸다. 소리의 높이는 음파의 진동수의 차이에 의한 감각으로, 진동수가 많으면 높은 음으로, 적으면 낮은 음으로 느낀다. 회전하는 톱니바퀴에 두꺼운 종이를 대면 소리가 들린다. 회전이 빨라질수록 그 소리는 높아진다. 레코드의 회전판에 손을 대서 회전을 느리게 하면 소리가 갑자기 낮아진다. 이것도 회전의 변화로 진동수가 변하기 때문이다. 소리의 높이는 음파의 진동수에 관계가 있지만 비례하는 것은 아니다. 진동수가 2배가 되어도 소리의 높이는 2배가 되었다고는 말하지 않고 원래의 소리의 높이보다 1옥타브 높은음이라고 말한다. 우리들의 귀에 소리로서 들리는 진동수는 약 20-20000Hz의 범위인데, 이 범위의 소리를 가청음이라고 한다. 음악에서는 대강 30-8000Hz의 범위의 소리가 사용되며, 여성이나 아이들의 발소리는 약 250-550Hz, 남자는 약 90-300Hz 범위라고 한다. 진동수가 각기 다른 두 개의 음파를 동시에 들을 때의 소리의 높이는 어떻게 될까. 진동수의 차이가 작을 때에는 울림이 생기지만, 이때 소리의 높이는 두 진동수의 평균 높이로 느낀다. 진동수의 차가 커지면, 두 소리의 높이를 나누어서 들을 수도 있지만, 소리의 크기가 다르면 커다란 소리의 진동수 높이로 들린다. 예를 들면, 우리들이 흔히 듣는 악기 소리와 같이 진동수의 차가 작은 진동수를 기준으로 해서 정수배(整數倍)가 되어 있을 때는 언제든지 작은 진동수·소리의 높이로 들린다.

## 표준 음높이
지역별 시대별로 여러 표준 음고가 있었지만 현재는 보통 1939년 런던 국제회의에서 정한 A4 = 440 Hz(듣기)를 사용한다.

## 기타
평균율에서 봤을 땐 한 옥타브를 n등분한 n-평균율에선 한 옥타브 당 음높이가 총 n가지 한정이 된다는 점이 있다. 반면, 순정률에서 볼 경우 평균율과는 달리 한 옥타브 당 음높이가 무수히 많겠다.

## 같이 보기
- 진동수